# Козиряцька-Середа Олена Іванівна
Олена Іванівна Козиряцька-Середа (нар. 27 серпня 1982, Запоріжжя) — українська волейболістка, яка виступала на позиції догравальниці.

## Із біографії
Народилася в м. Запоріжжя.
Вихованиця запорізької волейбольної школи. Перший тренер — Любов Перейбиніс. Першою професіональною командою була «Енергія» з Енергодару Запорізької області. Потім захищала кольори «Галичанки» (Тернопіль) і «Полісянки» (Рівне). У складі «Сєвєродончанки» стала чемпіоном і володарем кубка України. Була капітаном запорізької «Орбіти». Також виступала за команди з Фінляндії і Казахстану.
Має дочку Анну.

## Клуби
| Роки      | Команди                    |
| --------- | -------------------------- |
|           | «Енергія» (Енергодар)      |
| 2004—2005 | «Галичанка» (Тернопіль)    |
|           | «Полісянка» (Рівне)        |
| 2007—2009 | «Сєвєродончанка»           |
| 2009—2010 | «Вієсті» (Сало)            |
| 2010—2012 | «Караганда»                |
| 2012—2013 | «Вієсті» (Сало)            |
| 2014—2016 | «Іртиш-Казхром» (Павлодар) |
| 2016—2017 | «Жетису» (Талдикорган)     |
| 2017—2019 | «Орбіта» (Запоріжжя)       |
| 2019—2020 | «Аланта» (Дніпро)          |

## Досягнення
- Чемпіон України (1): 2009
- Володар кубка України (1): 2009
- Чемпіон Фінляндії (1): 2010
- Володар кубка Фінляндії (1): 2010
- Володар кубка Казахстану (1): 2016